# Portrait of the Artist as a Young Bunny

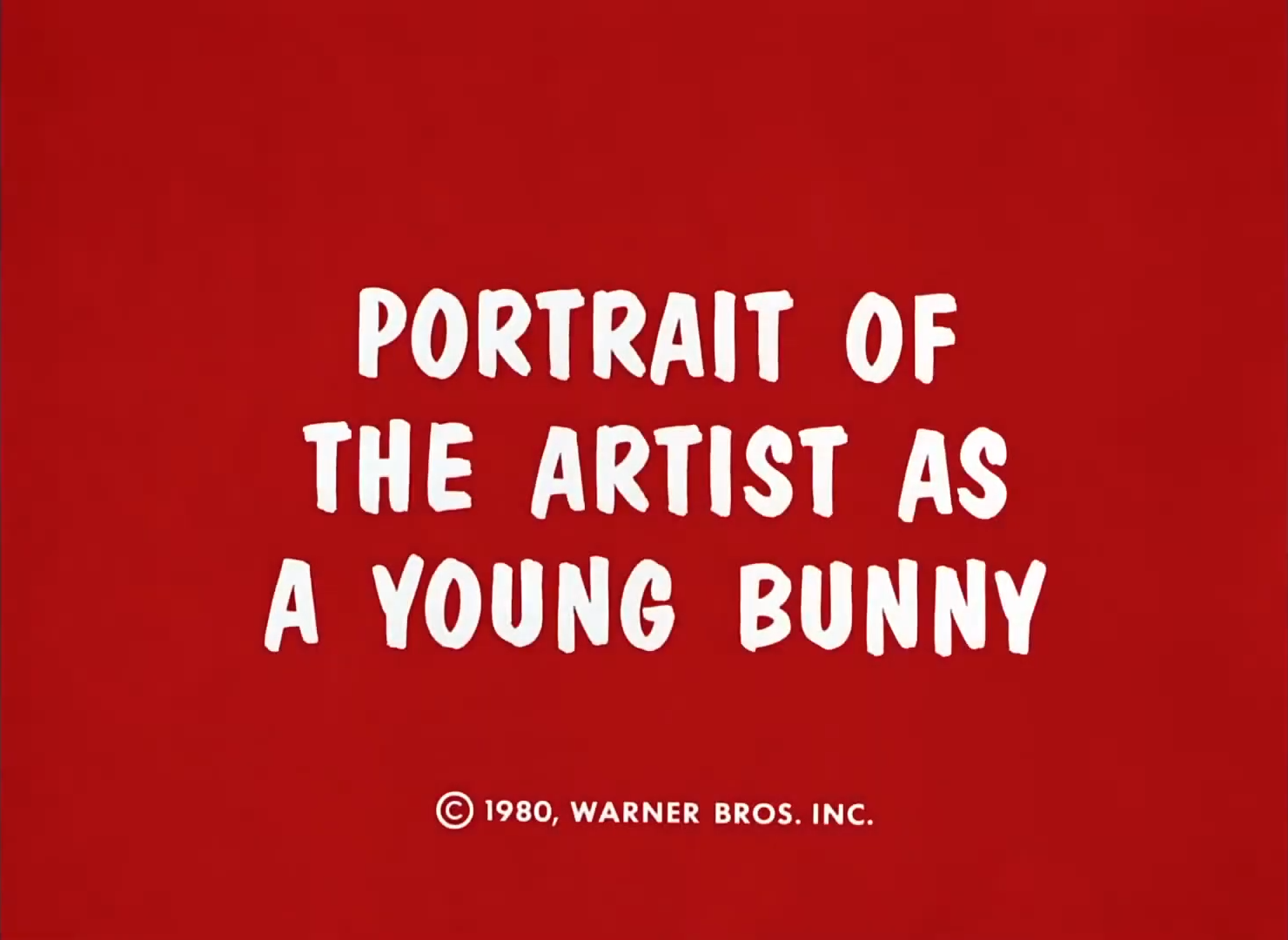
Capture d'écran.

Portrait of the Artist as a Young Bunny est un cartoon, réalisé par Chuck Jones et Phil Monroe et sorti en 1980, qui met en scène Bugs Bunny et Elmer Fudd.